# Nait Soez'n
Nait Soez'n (Nederlands: niet zeuren) is sinds 1972 het tijdschrift van de Groninger Studentenbond (GSb). Het blad verscheen oorspronkelijk tweewekelijks, later driewekelijks, maandelijks en inmiddels tweemaandelijks. Nait Soez'n fungeert tegelijk als ledenblad en als extern orgaan van de GSb. Ondertitel van het blad is sinds enige jaren opinieblad voor studerend Groningen. Nait Soez'n wordt samengesteld door vrijwilligers en gratis verspreid op de Hanzehogeschool Groningen en de Rijksuniversiteit Groningen.
De hoofdredactie van Nait Soez'n wordt aangesteld door de algemene ledenvergadering van de GSb en is aan dit orgaan verantwoording verschuldigd, maar heeft de vrijheid om het blad naar eigen inzicht samen te stellen zonder controle vooraf. De redactie is op deze wijze onafhankelijk van de andere organen van de GSb (bestuur, commissies en medezeggenschapsfracties) en kan dus stellingen innemen die niet door de rest van de bond gedeeld worden. Ook komt af en toe GSb-interne discussie in het blad voor. De onafhankelijkheid van de redactie dateert van eind jaren 70; daarvóór was het GSb-bestuur verantwoordelijk voor de inhoud van het blad.

## Geschiedenis
Het blad komt voort uit een reeks pamfletten, getiteld 'Nait Soez'n!' (met uitroepteken), die de GSb verspreidde tijdens acties tegen de door het kabinet-Biesheuvel I voorgenomen verhoging van het collegegeld van 200 naar 1000 gulden. De naam van het tijdschrift is afgeleid van het Groningse gezegde Nait soez'n moar doun (niet zeuren maar doen, cq. niet lullen maar poetsen). Moar doun was tot 2008 ook de naam van de vaste rubriek van het GSb-bestuur.

## Bekende oud-medewerkers
Tot de oud-medewerkers van Nait Soez'n behoren onder anderen:
- Martin Bril, schrijver; hoofdredacteur in 1980
- Lolke van der Heide, economieredacteur van NRC Handelsblad[2][3]
- Joost van Kleef, journalist; eindredacteur in 1998
- Elmer Spaargaren, fotojournalist voor het Dagblad van het Noorden en de Groninger Universiteitskrant (UK)
- Kees Willemen, tekenaar voor de UK en de Tribune
- Ellen Deckwitz, dichteres en schrijfster